# ピクト
株式会社電通クリエイティブキューブは電通グループの中で、映像コンテンツの制作を受け持つ会社である。

## 概要
業界でも数少ないプロデューサー、ディレクター、フォトグラファー、ライティングディレクターを抱える総合映像プロダクションであり、それぞれのプロフェッショナルが一体となりクオリティの高い作品を生み出し続けている。
本社の他、芝浦オフィス（撮影機材部）、YSFオフィス（照明機材部）がある。

## 沿革
- 1980年（昭和55年）6月 - 電通映画社の映画制作における全ての照明作業を扱う機材会社として、株式会社照研が設立。
- 1996年（平成8年）12月 - 電通テックから撮影スタッフ・機材を移管。撮影・照明スタッフ、機材の提供業務を開始。
- 1997年（平成9年）4月 - コミュニケーションネームをピクト（Pict）として映像制作業務を開始。
- 1998年（平成10年）7月 - 商号を株式会社ピクトに変更。
- 1999年（平成11年）7月 - 電通テックよりCM制作プロデューサー、プロダクションマネージャー17名を移管し、総合映像プロダクションとしての本格的な制作業務を開始。
- 2011年（平成23年）1月 - 電通の100％子会社となる。
- 2022年（令和4年）1月 - 2社と統合し、株式会社電通クリエーティブキューブに社名変更。

## 作品

### テレビコマーシャル
2009年
- トヨタ自動車 iQ 「PARKING、CLEAN　UP、CATCH」
- インテル インテル Centrino 2 プロセッサー・テクノロジー 「セントリーノ・ダンス」篇
- 旭硝子 企業 「世界中でAGC～ロシア昼」篇
- ローソン・エイティエム・ネットワークス ローソンATM 「クライミング」篇
- 小原歯車工業「きしむ人々・キッチン」篇、「きしむ人々・オフィス」篇
- セコム ホームセキュリティ「セコムしてますか？」篇
- 旭硝子 企業 「世界中でAGC～中国」篇、「世界中でAGC～ロシア夜」篇、「世界中でAGC～ロシア昼」篇
- サントリーホールディングス DAKARA「スケート」篇
- 読売新聞東京本社  読売新聞 「オリンピック 粘り強い取材〈卓球〉」篇
- ロッテ Fit’s 「ショッピング」篇、「犬の散歩」篇
- 読売新聞東京本社 読売新聞 「オリンピック 粘り強い取材」篇、「シンクロ」篇
- サントリーホールディングス DAKARA 「ゴルフ」篇
- 中央酪農会議 牛乳に相談だ。キャンペーン 「相談会・先生」篇他
- セコム ホームセキュリティ 「セコムしてますか？〈球場篇〉」
- 白元 ミセスロイド 「お受験(好きな遊び)」
- 大塚製薬 オロナミンCドリンク 「打ち込むオグシオ」篇
- 大塚食品 ReSOLA 「井戸端会議」篇
- ソフトバンクモバイル「歌番組、サーフィン」
- 静岡新聞社「インコ式静岡新聞篇、「和服美人静岡新聞」篇
- 九州旅客鉄道 九州新幹線つばめ 「～黒豚横丁2008～」篇、「～温泉峠2008～」篇
- 文芸社ビジュアルアート「夫の葬式」
- ローソン・エイティエム・ネットワークス ローソンATM 「クライミング」篇

2010年
- トヨタ自動車 iQ 「amazing filmsII hammer throw」「amazing filmsII couple」
- テレビ東京 世界卓球2010 「in MOSCOW」
- ゼンリンデータコム いつもNAVI 「迷える12月、迷える3月、迷えるGW」
- 富士急ハイランド 企業 「まともじゃない連休」
- 資生堂 uno 「平成遣欧使節団　タクシー、テニス、4人で歩いている時」
- ロッテ Fit's 「美術館」
- 三井住友海上火災保険 GKシリーズ 「大きな安心」
- 白元 フローラルミセスロイド 「父と娘」
- レストラン・エクスプレス 銀のさら 「出会い」
- サントリーホールディングス DAKARA 「新・三兄弟?」
- 江崎グリコ ポッキーチョコレート 「エビバデメンズポッキー篇」
- 富士急ハイランド 鉄骨番長 「CG人間」
- 三越ラシック ジュラシックセール 「虎年」篇（スタート告知Ver)
- ロッテ Fit's 「秋田と奈良」
- 東京ガス ライフバル ガスパッチョ！ 「点検・信長」篇
- 資生堂 ザ・コラーゲン 「SWIM!SWIM!SWIM!、SNOW!SNOW!SNOW!」
- 電通 MAGASTORE 「MAGASTORE OPEN URL」
- ライオン グロンサン強力内服液 「お疲れ」
- WILLER TRAVEL ウィラーエキスプレス 「とことん東京 朝・夜」
- 三越ラシック ジュラシックセール 「ケーキ」篇2（セール開催中Ver)
- 平安閣 マリエール 「花嫁と父（式後1ヶ月）」篇、「花嫁と父（式後3週間）」篇、「花嫁と母（式後2週間）」篇
- 名古屋三越 ブライダルクラブ  「花嫁1」、「花嫁2」

2011年
- 東日本旅客鉄道 東北新幹線　新青森開業 「トーキョー、恋、ねぶた、居酒屋、新青森駅、開業、デート、旅立ち」
- インテル 企業 「出会い、その後」
- インテル 企業 「建築家、その娘」
- 東京ガス 床暖房、ミスティ 「東京ガスストーリー 後継ぎ、踏切」
- ソフトバンクモバイル 企業広告 「白戸家 出馬依頼」篇
- サントリーホールディングス BOSS贅沢微糖 「市民のぜいたく」
- 日本酒類販売 ニコラ・フィアット 「乾杯実験」
- 日本酒類販売 ニコラ・フィアット 「シーソー」
- 日本酒類販売 ニコラ・フィアット 「懸垂、背筋、ブルブル」
- サントリーホールディングス ビタミンウォーター 「ダンディズム」
- 京楽栄開発 SUNSHINE SAKAE 「父のやさしさ」
- みずほ銀行宝くじ部 ドリームジャンボ宝くじ 「熱唱」篇
- MTI music.jp／関ジャニ∞ 「入会と退会」篇
- 日清食品 太麺堂々 「ショッカー」篇
- 日本中央競馬会 CLUB KEIBA 「はじめての競馬場」篇、「はじめてのドキドキ」篇、「熱弁」篇
- セールス・オンデマンド iRobot Roomba 「深夜帰宅（部長）」篇
- 三越ラシック ジュラシックセール 「氷旗」篇

2012年
- トヨタ自動車 AQUA 「Made in 岩手」篇
- トヨタ自動車 AQUA 「ドミノ」篇
- 東北六魂祭実行委員会 東北六魂祭 「明日への希望」
- 三越伊勢丹LACHIC ジュラシックセール 「シャチホコ」篇
- トヨタ自動車 企業  「ドラえもんのび太のバーベキュー」篇 他
- 東京ガス ガスパッチョ！ 「東京ガスストーリー2/床暖房」篇他
- 富士急ハイランド 高飛車 「エスカレーター」篇
- 大日本除虫菊 キンチョウリキッド 「カッパ語」篇
- ロッテ Fit's 「変わった」篇
- 京楽栄開発 SUNSHINE SAKAE 「父のやさしさ」
- 日本クラフトフーズ メントス レインボー ハテナ 「別れ話」篇
- ダイハツ工業 ミラ イース 「吹き替え」篇他
- 三越伊勢丹LACHIC ジュラシックセール 「シャチホコ」篇

2013年
- 東日本旅客鉄道 東北新幹線 「ちいさな駅で」篇、「りんごの温泉で」篇
- TBSテレビ 木曜ドラマ潜入探偵トカゲ 「温泉」篇
- 東北六魂祭実行委員会 東北六魂祭 「4局コラボ」
- 横浜銀行 企業 「あなたのそばで、夢みる未来。」
- エバーライフ 企業 「会いたい気持ち」篇、「東京見物篇、帰省」篇（T&Eと共同制作）
- 富士急ハイランド 絶叫学割 「絶叫上履き」篇
- みずほ銀行宝くじ部 ドリームジャンボ宝くじ 「撮影中断篇、いいひと」篇
- 大日本除虫菊 コバエがポットン「カブトムシさん」
- ミドリ安全 ベルテキマックスセブンスセンス 「別れと出会い」
- 独立行政法人日本スポーツ振興センター toto 「toto2013予想する二人」篇
- もりもと ハスカップジュエリー 「森」篇 「畑」篇 「雪山」篇
- 東海理化 企業 「HANDS」篇
- 髙島屋 冬のポイントアップCP告知 「冬のポイントアップ」予告篇
- 日本生命 企業 「髙橋大輔　大輔ボトル」
- トヨタ自動車 INTERSECT BY LEXUS INTERSECT BY LEXUS × MIT Media Lab 「Mirror Fugue」イベント映像
- トヨタ自動車 LEXUS RC 「LEXUS RC Reveal」
- トヨタ自動車 Lexus International 「AMAZING NIGHT」 プレゼンテーション用VTR
- キヤノン 企業VP 「環境映像」
- 三菱地所ホーム 企業 「気持ちのいい家」篇
- トヨタ自動車 SAI 「恋歌」篇
- 東日本旅客鉄道 「行くぜ、東北。 海での出来事」篇
- トヨタ自動車 iQ 「amazing films PARKING」篇

### 映画
- ハチミツとクローバー（2006年） - 撮影：長谷川圭二
- クワイエットルームにようこそ（2007年） - 撮影：岡林昭宏
- 偉大なる、しゅららぼん（2014年） - 撮影：明田川大介
- オボの声（2018年） - 撮影：根岸浩太